# 塔林市旗
塔林市旗由三個藍色條紋及白色條紋平行相間而成。旗幟的長寬比是2:1。